# Янаки Маслинков
Янаки Ангелов Маслинков е български революционер, деец на Вътрешната македоно-одринска революционна организация и Вътрешната македонска революционна организация.

## Биография
Роден е на 5 януари 1876 година в бунархисарското село Урумбеглия, тогава в Османската империя, днес в Турция, в земеделското семейство на Ангел Стамов Маслинков и Дена Петкова. Янаки Маслинков завършва 1 отделение в родното си село, а след това започва да помага на семейството си в земеделската работа. Започва да се занимава с търговия като по-голям - бакалък и кръчмарство. Влиза във ВМОРО към 1901 - 1902 година, когато ръководител на селската организация е Стамат Жеков. По нареждане на организацията Маслинков убива местен грък, който се кани да докладва за революционната им дейност на османските власти. След убийството Маслинков става нелегален и напуска селото си. Влиза комита в четата на Михаил Герджиков и действа в Странджанско. В същата 1903 година Герджиков заминава за Свободна България и оставя четата на Кръстьо Българията, която активно взима участие в подготовката на Илинденско-Преображенското въстание. Действа и в четата на Михаил Даев. Янаки Маслинков участва във въстанието в четата на подпоручик Стоянов, с която |превземат Василико и много села. Участва в сраженията повече от месец. След потушаването на въстанието Маслинков емигрира в Свободна България. Установява се във Варна, където се жени.
На 1 март 1943 година, като жител на Варна, подава молба за българска народна пенсия, която е одобрена и отпусната от Министерския съвет на Царство България.